# Erubiel Durazo
Erubiel Durazo Cárdenas (Hermosillo, Sonora; 23 de enero de 1974) es un jugador mexicano de béisbol.
Estudió su secundaria en el Amphitheater High School en Tucson, Arizona y bachillerato en Pima Community College, al no ser elegido para integrarse a algún equipo decidió regresar a México a dedicarse a los negocios de la familia, pero fue firmado por los Sultanes de Monterrey de la Liga Mexicana de Béisbol e n 1997 obteniendo los títulos de Novato del Año tanto en la liga de verano, en la cual bateó para 0.282 con 8 home runs e impulsando 61 carreras en 110 juegos, como en la Liga Mexicana del Pacífico jugando para los Naranjeros de Hermosillo, que ahorita tienen el récord de más campeonatos ganados con 17 campeonatos.
En 1998 continuó su carrera en la Liga Mexicana mejorando sus números con un porcentaje de bateo de 0.350, 19 cuadrangulares y 98 remolcadas en 119 encuentros para terminar como el noveno mejor bateador del circuito.
Gracias a Derek Bryant, en esa época director de personal de los Naranjeros y ex manejador de equipos de Ligas Menores de la organización de los Arizona Diamondbacks
ks fue firmado por éstos para la temporada de 1999.
En 2001 participó en la Serie Mundial ganándola con Arizona sobre los New York Yankees, acumulando en la serie 4 imparables en 11 turnos, para un porcentaje de 0.364 con una carrera impulsada en 4 juegos.
Posteriormente jugó para los Oakland Athletics y Texas Rangers en las Ligas Mayores y los Oklahoma Redhawks de Ligas Menores de la organización de los Rangers; el 22 de mayo de 2006 firmó un contrato de Ligas Menores con los Yankees de Nueva York.
Actualmente, participa de tiempo completo en la Liga Mexicana, jugando en verano para los Sultanes de Monterrey.
En el 2009 representó a los Naranjeros de Hermosillo en el Béisbol Fest 2009 en Tijuana.Actualmente en octubre del 2010 representa a los Naranjeros de Hermosillo una vez más en la segunda edición del Béisbol Fest 2010 en Tijuana participando como bateador designado.
Entre sus hechos memorables se recuerda aquel 21 de octubre de 2001, conectándole jonrón al pitcher zurdo Tom Glavine para poner la pizarra 3-1 y con eso, le dio el pase a Arizona a la serie mundial, en el campeonato de Liga Nacional entre Diamondbacks de Arizona vs Bravos de Atlanta.
También es de los pocos con el honor de dar 3 jonrones en un mismo juego con Diamondbacks, Atléticos y Naranjeros de Hermosillo.